# Montreal-Gaspé (tren)
El tren Montreal-Gaspé (anteriormente Chaleur) era un tren de pasajeros que operaba tres veces por semana operado por Via Rail entre Montreal y Gaspé, Quebec. El servicio ferroviario de pasajeros a Gaspé se restablecerá en 2026.

## Historia
En 1907, se construyó el Quebec Atlantic Oriental Railway desde Matapédia a través de Nuevo Carlisle hasta Port Daniel, y se extendió gradualmente hasta llegar a Gaspé. Antes de eso, los habitantes tenían que conducir a caballo o en trineo 290 km para tomar el Intercolonial Railway de Matapédia a Montreal, un viaje de cuatro días.

## Programa
El tren salió de Montreal por la tarde y llegó a Gaspé alrededor del mediodía del día siguiente. El tren salió de Gaspé a media tarde y llegó a Montreal por la mañana.

## Operación
En años posteriores, el tren normalmente se fusionaba con el Ocean entre Montreal y Matapédia. El tren Montreal-Gaspé después de 1995 estaba compuesto exclusivamente por vagones construidos por Budd Company, muchos de ellos utilizados originalmente en el Canadian de Canadian Pacific Railway.
Este también había sido el caso hasta 2004 para el Ocean, pero la introducción de los vagones Renaissance en el Ocean dio como resultado que ambos trenes operaran por separado durante los meses de verano (cuando los trenes eran más largos) y combinados durante el invierno; El motivo de esta política parece estar relacionado con el esfuerzo de frenado de un tren combinado.
Cuando operara por separado, el tren Montreal-Gaspé circularía varios minutos por delante del Ocean. Cuando se combinaron, los trenes viajaron juntos hasta Matapédia, antes de que el Océano continuara hacia Halifax, Nueva Escocia y el tren Montreal-Gaspé se dirigiera a Gaspé.

### Suspensión del servicio
Via Rail suspendió el servicio al este de Matapédia, Quebec, en diciembre de 2011, debido a las malas condiciones de las vías y el puente entre Matapédia y Gaspé. En invierno/primavera de 2012 se llevaron a cabo algunas obras de reparación en la vía y en uno de los puentes que cruzan el río Cascapedia. El servicio VIA Rail se restableció entre Matapédia y New Carlisle en mayo de 2012.

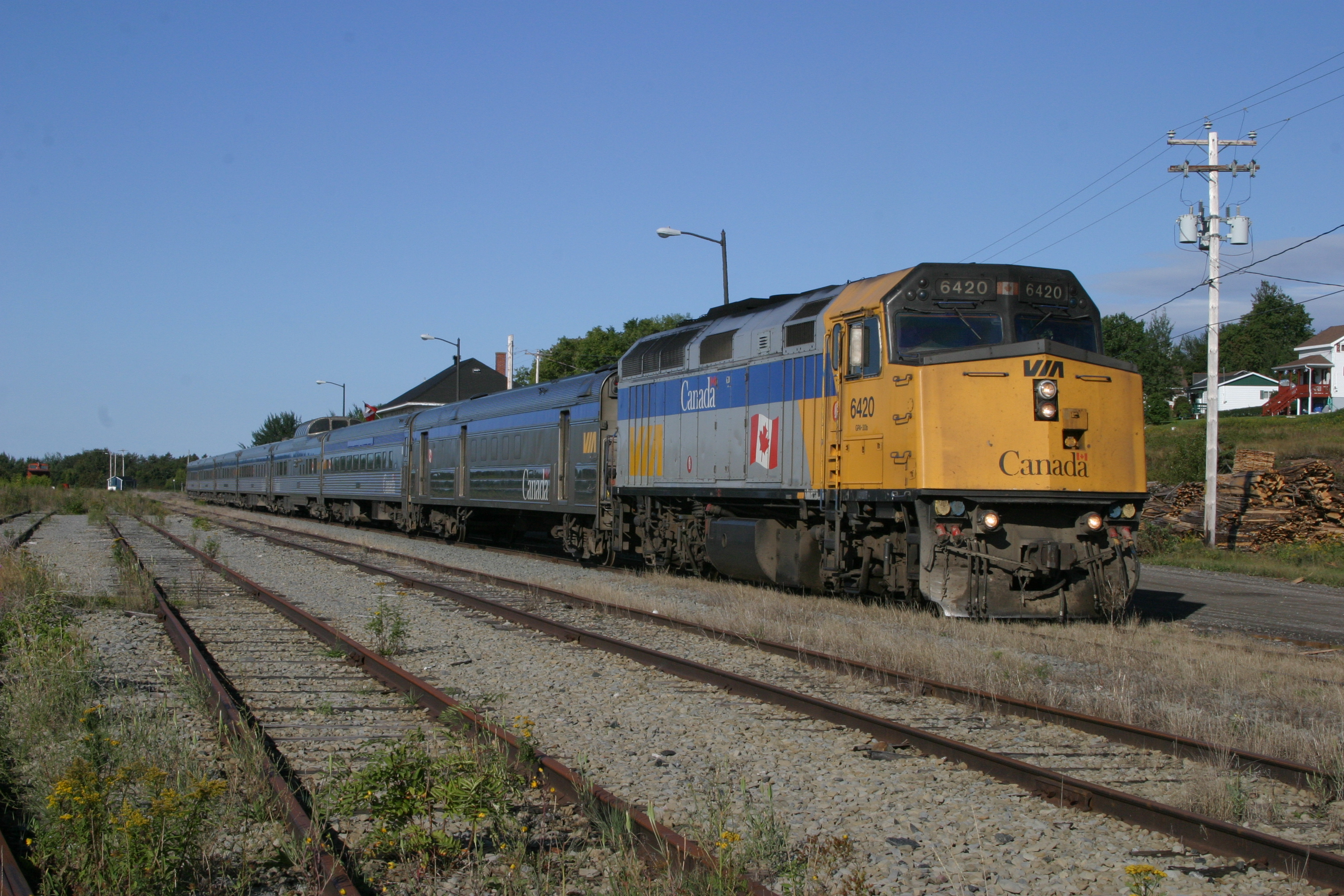
Tren en el 2004.

En agosto de 2013, el servicio de VIA Rail se suspendió una vez más entre Matapédia y New Carlisle debido a las malas condiciones de las vías y el puente. Los autobuses de reemplazo entre Matapédia y Gaspé operaron hasta el 17 de septiembre de 2013, después de lo cual se retiró el servicio de autobús.
El 22 de agosto de 2013, Via Rail anunció que, como resultado de los problemas de infraestructura ferroviaria de la Société de chemin de fer de la Gaspésie (SCFG) (incluida la corrosión de las vías y el mal funcionamiento de las señales de cruce), se suspendería el servicio entre Matapédia y Gaspé. El servicio se reanudó aproximadamente un mes después cuando se utilizaron autobuses para transportar pasajeros hasta que se completaron las mejoras de las vías. A partir del 17 de septiembre de 2013, se suspendieron tanto el servicio de ferrocarril como el de autobús en la parte afectada y no se publicó ningún cronograma para el restablecimiento.

### Restauración del servicio
En 2020, finalmente se iniciaron los trabajos de reparación y se espera que el tramo ferroviario de Matapédia a Port Daniel esté operativo a finales de 2023. Sin embargo, Via Rail dijo que desea esperar hasta que toda la línea esté reparada antes de reanudar el servicio.
El 27 de junio de 2023, el Gobierno de Quebec anunció que el servicio a Gaspé se restablecerá en 2026 tras la finalización de un proyecto plurianual de 872 millones de dólares para rehabilitar completamente el ferrocarril de Gaspé.
El proyecto de rehabilitación del ferrocarril de Gaspé se dividió en tres tramos: Matapédia a Caplan (que está completo), Caplan a Port-Daniel-Gascons (que ahora está en construcción y se completará en 2024) y Port-Daniel-Gascons a Gaspé (el cual se iniciará en 2023 con trabajos de escollera a lo largo de la línea.

## Ruta

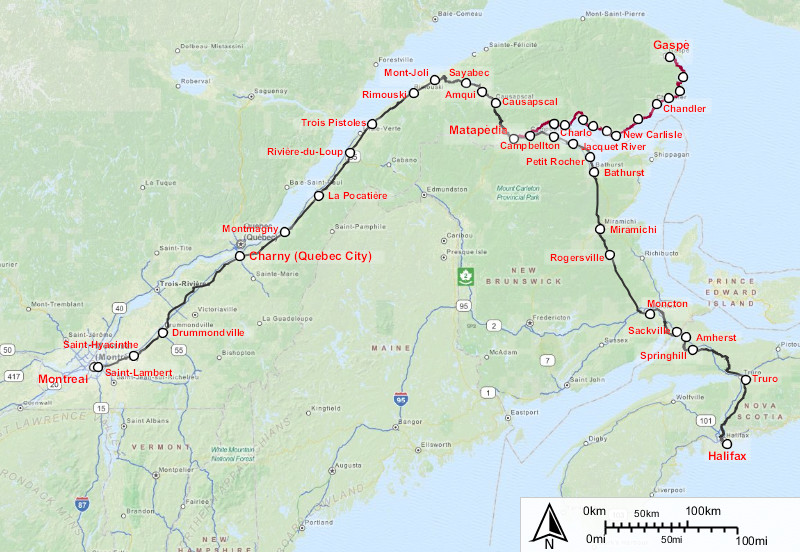
Ruta del tren (en marrón).

Las vías por las que circulaba este tren han cambiado de propietario varias veces. Hasta 1998, las vías de Montreal a Gaspé eran propiedad de la Canadian National Railway (CN). Ese año, CN vendió las líneas entre Rivière-du-Loup y Matapédia, así como Matapédia a Gaspé, a la Quebec Railway Corporation, que creó dos filiales, Chemin de fer de la Matapédia et du Golfe (Matapédia & Gulf Railway) y Chemin de fer Baie des Chaleurs (Chaleur Bay Railway) respectivamente. En 2001, CFBC vendió la parte de la línea Matapédia-to-Gaspé al este de Chandler a Chemin de fer de la Gaspésie (Gaspé Railway), que es propiedad de municipios locales con mantenimiento contratado a CFBC. En 2007, CFG compró el resto de la línea desde Matapédia hasta Chandler después de que la CFBC la incluyera en la lista de abandono. 
En 2008, CN compró la línea CFMG de Rivière-du-Loup a Matapédia, devolviendo la propiedad de esta línea después de que QRC encontrara dificultades financieras.